# وكالة فلسطين الآن
وكالة فلسطين الآن وكالة إخبارية مكون من شبكة إلكترونية تضم موقع إلكتروني إخباري ومرفاته وخدمات الاخبار العاجلة على الهاتف النقال بالتعاون مع شركة جوال والوطنية موبايل، ويعد موقع الوكالة من المواقع المائة الأكثر زيارة في فلسطين، إسلامية التوجه، داعمة للمقاومة الفلسطينية، ومقرّبة من حركة حماس. تهتم بتغطية جميع الأحداث والموضوعات على امتداد فلسطين لحظة بلحظة، إضافة إلى أهم الأحداث العربية والدولية، وتتخذ الوكالة من مدينة غزة مقرًا لها . وتعتمد الوكالة في تغطيتها الإخبارية على طاقم مكوّن من عشرات المحررين والمراسلين الموزعين على كافة أنحاء قطاع غزة والضفة الغربية وبعض مناطق الأراضي الفلسطينية المحتلة عام 1948م.

## تاريخ
تأسست مطلع عام 2006 .

## محاولات تدميره
تعرض الموقع منذ افتتاحه إلى محاولات متعددة ومتنوعة المصادر والأسلوب مستهدفة تعطيله وإخماد صوته، وكان منها المحاولات المحمومة التي بذلت وما زالت تبذل منذ بدايته لتعطيل الموقع.
ويتعرض الموقع باستمرار لهججوم صهيوني وتستهدف تعطيل السيرفر وعلى فترات مختلفة.